# Distretto di Pho Sai
Il distretto di Pho Sai (in thailandese: โพธิ์ไทร) è un distretto (amphoe) della Thailandia, situato nella provincia di Ubon Ratchathani.